# Messegelände (Berlin)

Logo der Messe Berlin

Messegebäude mit Eingangshalle am Hammarskjöldplatz an der Masurenallee, der linke Flügel ist die frühere Ostpreußenhalle

Das Messegelände (seit 2011 auch Berlin ExpoCenter City genannt) liegt im Berliner Ortsteil Westend des Bezirks Charlottenburg-Wilmersdorf zwischen der Masurenallee (gegenüber dem Haus des Rundfunks), dem Messedamm, der Thüringer Allee und der Jafféstraße.

## Geschichte

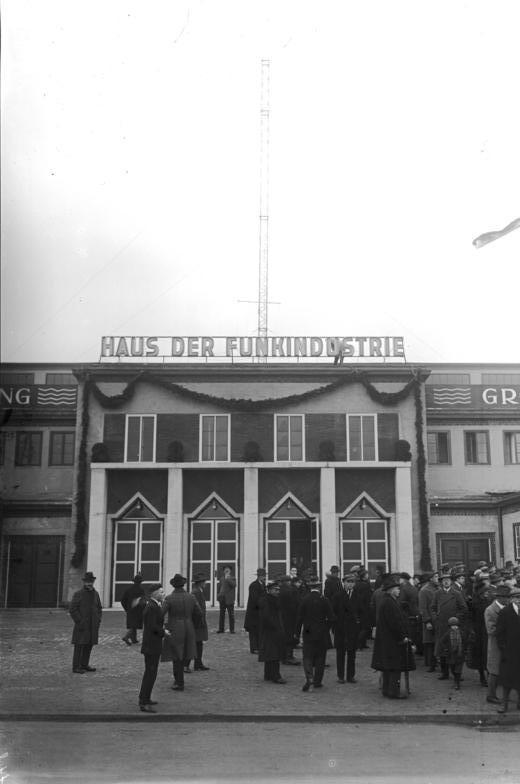
Haus der Funkindustrie auf der Großen Deutschen Funkausstellung, 1924

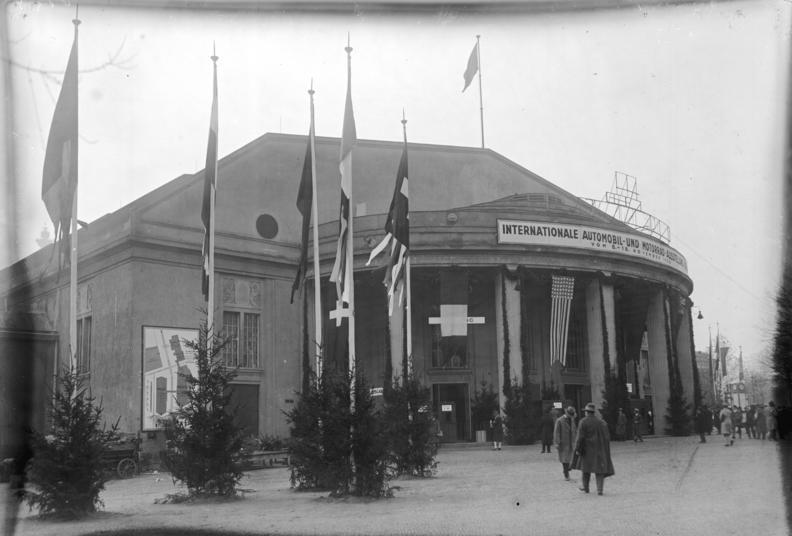
Die erste Automobilhalle bei der Internationalen Automobil-Ausstellung, 1928

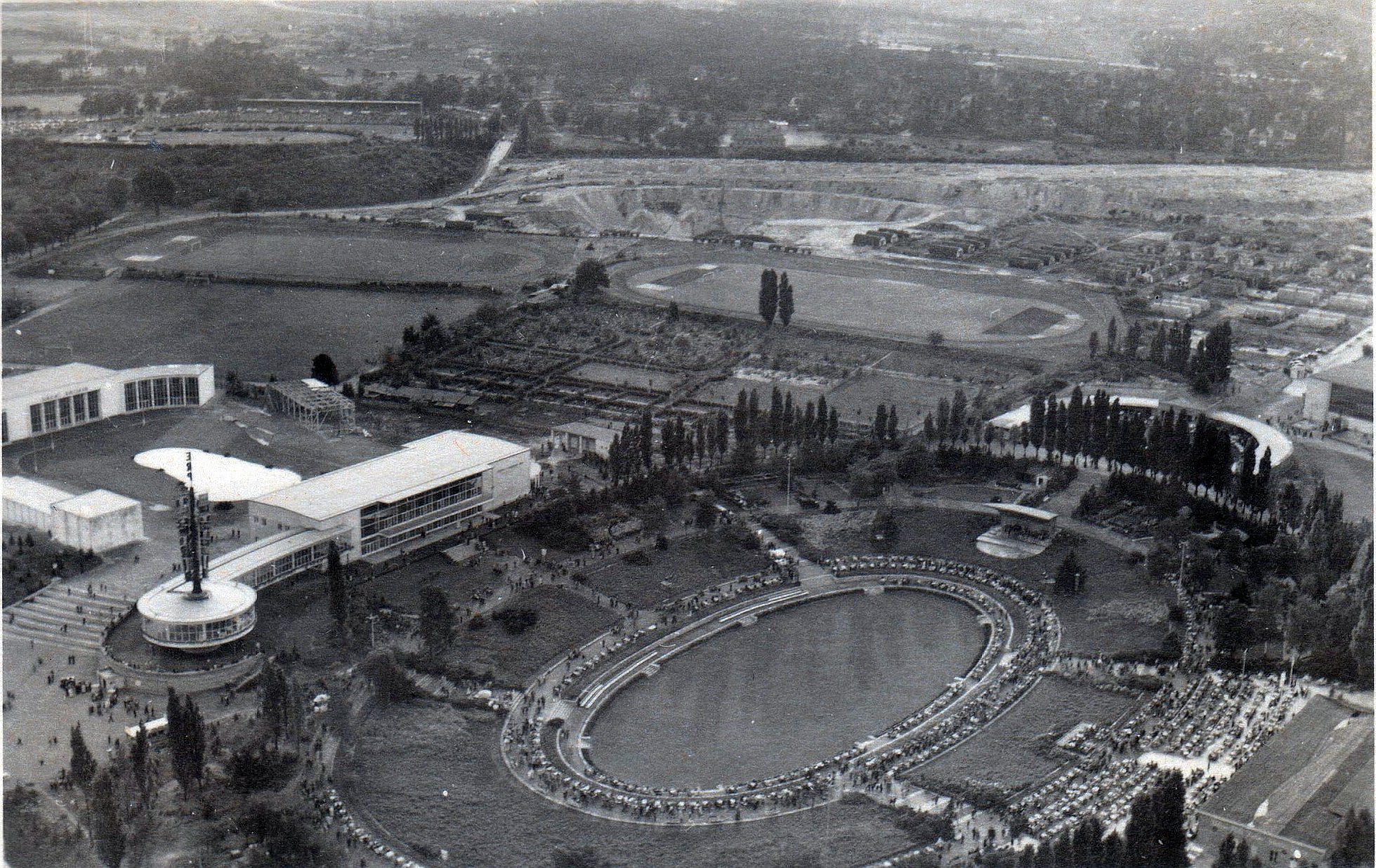
Blick vom Funkturm auf den Sommergarten und das Mommsenstadion (links im Hintergrund), 1952

Vor der Bebauung für die Messe Berlin befand sich auf dem Gelände ein Exerzierplatz, auf dem die Garnison Charlottenburg täglich übte. Seit Ende des 19. Jahrhunderts verlief die Trasse des Hamburger Stadtbahnanschlusses im Bereich des heutigen Geländes, bis sie bei der Erweiterung des Messegeländes in den 1920er Jahren nach Süden verlegt wurde.
Die im Jahr 1914 für Automobilausstellungen fertiggestellte erste Messehalle befand sich nördlich des heutigen Messegeländes auf dem Parkplatzgelände zwischen dem Zentralen Omnibusbahnhof und dem S-Bahn-Ring. Sie wurde wegen des Ersten Weltkriegs allerdings erst zur Deutschen Automobil-Ausstellung am 23. September 1921 eröffnet. Am Tag darauf fand das erste Autorennen auf der nahegelegenen AVUS statt. Eine weitere Ausstellungshalle wurde 1924 nach Plänen von Jean Krämer und Johann Emil Schaudt auf dem Gelände des Omnibusbahnhofs errichtet. Das heutige Areal ist seit 1924 Berliner Messestandort, als das hölzerne „Haus der Funkindustrie“ (auch „Funkhalle“ genannt, nicht zu verwechseln mit dem später erbauten Haus des Rundfunks) westlich des Messedamms auf dem Gelände der heutigen Halle 14 für die erste Große Deutsche Funkausstellung eröffnet wurde. Architekt war Heinrich Straumer, der auch für die Ausstattung des benachbarten Funkturms verantwortlich war. Die durch die ersten beiden Hallen begründete Bezeichnung Ausstellungshallen am Kaiserdamm wich erst nach und nach dem heute gängigen Namen Ausstellungshallen am Funkturm. Bei einem Großbrand 1935 brannte das Haus der Funkindustrie ab und beschädigte auch den Funkturm schwer. Die beiden anderen Hallen nördlich der Masurenallee wurden im Zweiten Weltkrieg durch Bomben zerstört. Das von dem Architekten Richard Ermisch entworfene Grundgerüst des heutigen Messegeländes entstand 1937 entlang der Masurenallee und des Messedamms mit dem markanten Eingangsgebäude am Hammarskjöldplatz.
 Der als „Sommergarten“ bezeichnete Innenbereich des Geländes in Gestalt einer stadionartigen Grünanlage entstand ebenfalls bei der Neugestaltung Mitte der 1930er Jahre.
Von 1954 bis 1969 wählte in der Ostpreußenhalle auf dem Messegelände (heute: Halle 18) die Bundesversammlung den deutschen Bundespräsidenten.

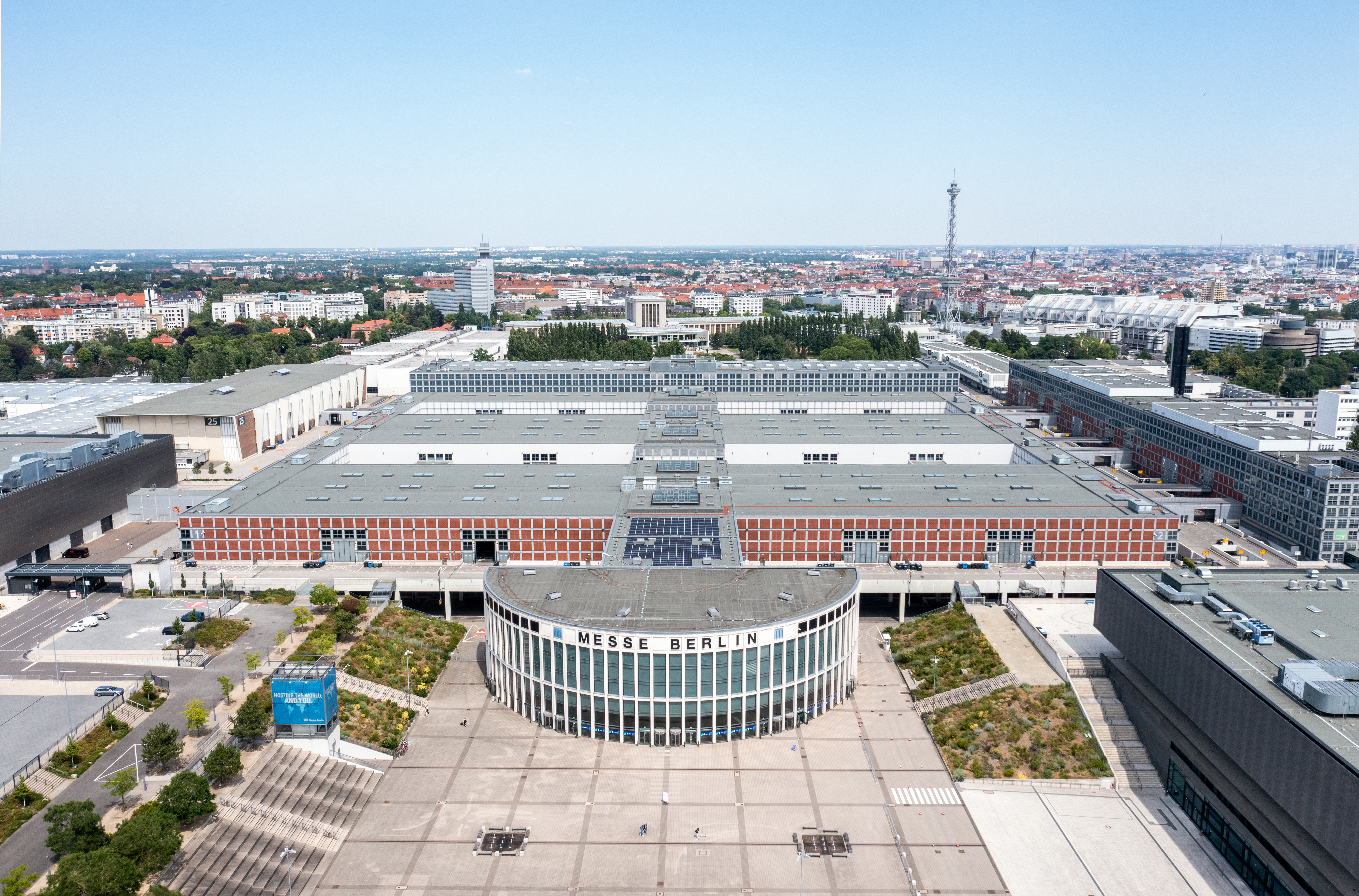
Berliner Messegelände von oben, im Hintergrund der Funkturm, Juni 2022

## Heutiger Zustand

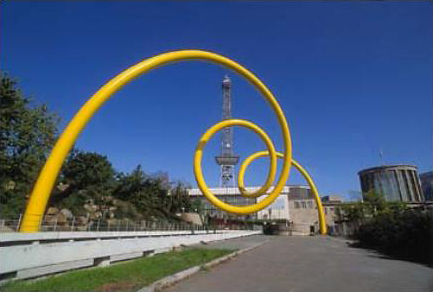
Looping, 1992, Großskulptur von Ursula Sax am Messegelände

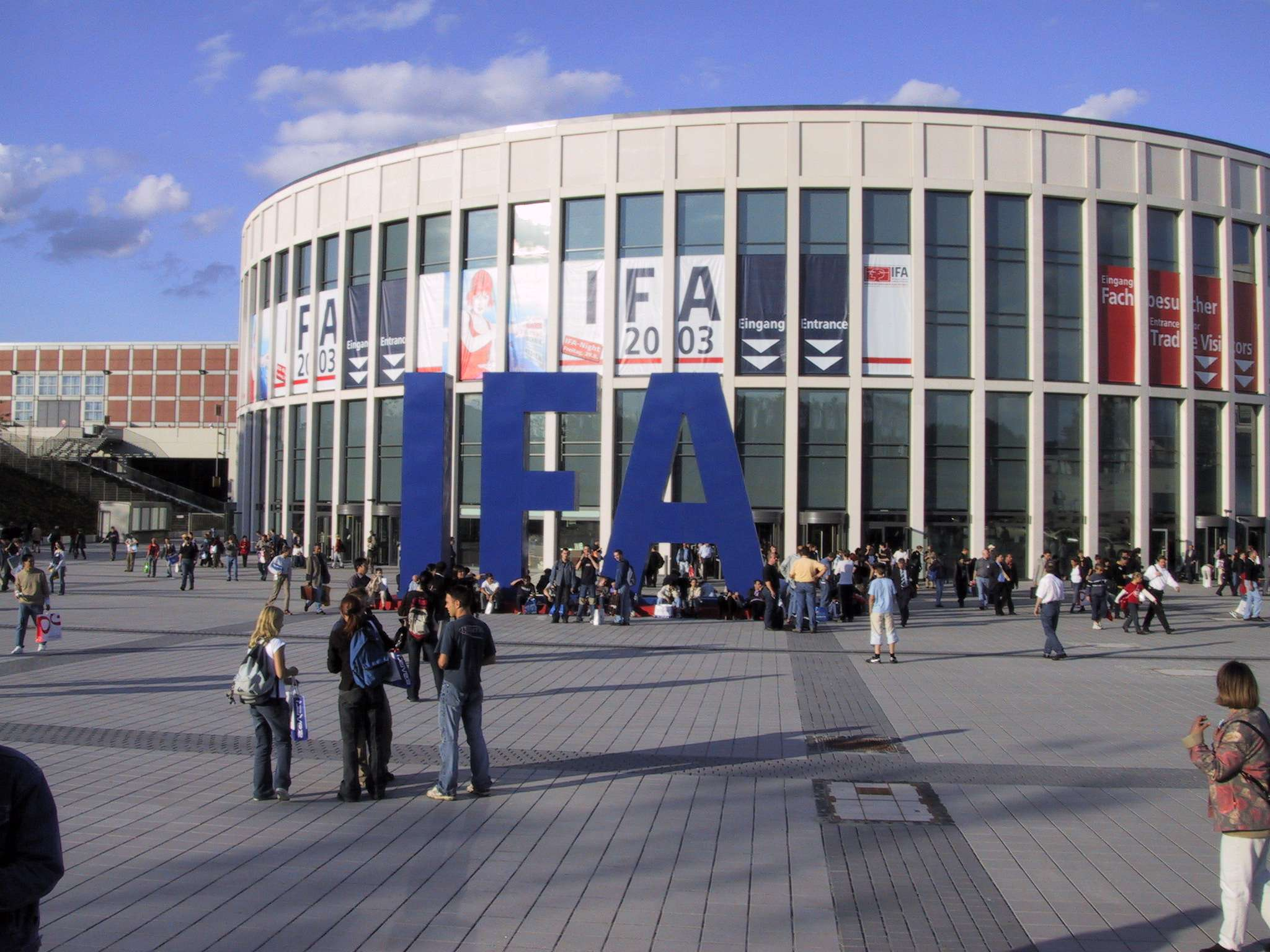
Südeingang zum Berliner Messegelände während der IFA 2003

Auf dem Messegelände befinden sich 27 Messehallen mit über 190.000 m² Hallenfläche. Das Gesamtgelände einschließlich der Neuübertragungen an der Jafféstraße aus dem Jahr 1997 umfasst rund 550.000 m².
Die Hallen sind miteinander verbunden und es ist möglich, mehrere Hallen für bestimmte Veranstaltungen – abhängig von der Größe – zusammenzufassen. Ein flexibles Leitsystem bietet dem Besucher Orientierung bei seinem Messebesuch.
Die aus den 1930er und 1950er Jahren stammenden Gebäude stehen unter Denkmalschutz.
Auf dem Freigelände befindet sich ein Gleisanschluss, der an das öffentliche Schienennetz angebunden ist. Auf ihm lassen sich Schienenfahrzeuge präsentieren, ohne sie mit Lkw auf das Gelände bringen zu müssen.

## Ausbau
Im Januar 2017 beschloss der Aufsichtsrat der Messegesellschaft den Bau einer neuen Messehalle. Die im Jahr 2019 fertiggestellte Halle verfügt über 10.000 m² stützenfreie Veranstaltungsfläche, die außerhalb großer Messen auch für Kongresse genutzt werden können. Sie erhielt die Nummer 27 und passend dazu den Namen hub27. Neben der Haupthalle verfügt sie auch über ein eigenes Eingangsfoyer und zwei darüberliegende Ebenen mit 20 Konferenzräumen. Auf dem Dach ist eine 200 m² große Dachterrasse angelegt. Über zwei Verbindungsgänge ist die Halle mit den bestehenden Hallen 1 und 25 verbunden. Der 27 Millionen Euro teure Bau der Halle war notwendig geworden, um ältere Hallen sanieren zu können, ohne die Kapazität des Geländes während der Sanierung zu verringern.

## Veranstaltungen
Die wichtigsten Berliner Großmessen auf dem Messegelände sind:
- Internationale Funkausstellung (IFA)
- Internationale Tourismus-Börse (ITB)
- Internationale Grüne Woche Berlin (IGW)
- YOU (Jugendmesse)
- InnoTrans (Messe für Verkehrstechnik und Fahrzeugsysteme)
- Fruit Logistica (Internationale Messe für Frucht- und Gemüsehandel)
- Venus Berlin (Internationale Erotikmesse)
- Boot&Fun (Messe für Wassersport)

Ehemals bedeutende Messen waren:
- Internationale Automobil-Ausstellung
- Art Forum Berlin (Messe für Gegenwartskunst)
- Popkomm (Musikmesse)
- AAA – Auto-Ausstellung Berlin
- Deutsche Industrieausstellung Berlin
- Freie Berliner Kunstausstellung

## Verkehrsanbindungen
Zu erreichen ist das Messegelände mit der S-Bahn über die Bahnhöfe Messe Süd (Eichkamp) beziehungsweise Messe Nord/ZOB (Neue Kantstraße) sowie mit der U-Bahn von den Bahnhöfen Kaiserdamm und Theodor-Heuss-Platz aus. Darüber hinaus fahren auch mehrere Buslinien der BVG zum Messegelände. Auch der Berliner ZOB liegt in der Nähe des Messegeländes, so dass die Messe auch im Fernbusverkehr angebunden ist. Es stehen insgesamt 12.000 Parkplätze zur Verfügung, die an das Autobahndreieck Funkturm (A 100 und A 115) angeschlossen sind. Bei großen Messen kann der Parkplatz vor dem Olympiastadion genutzt werden, von dem dann Shuttlebusse zum Messegelände verkehren.

## Nachbarstandorte

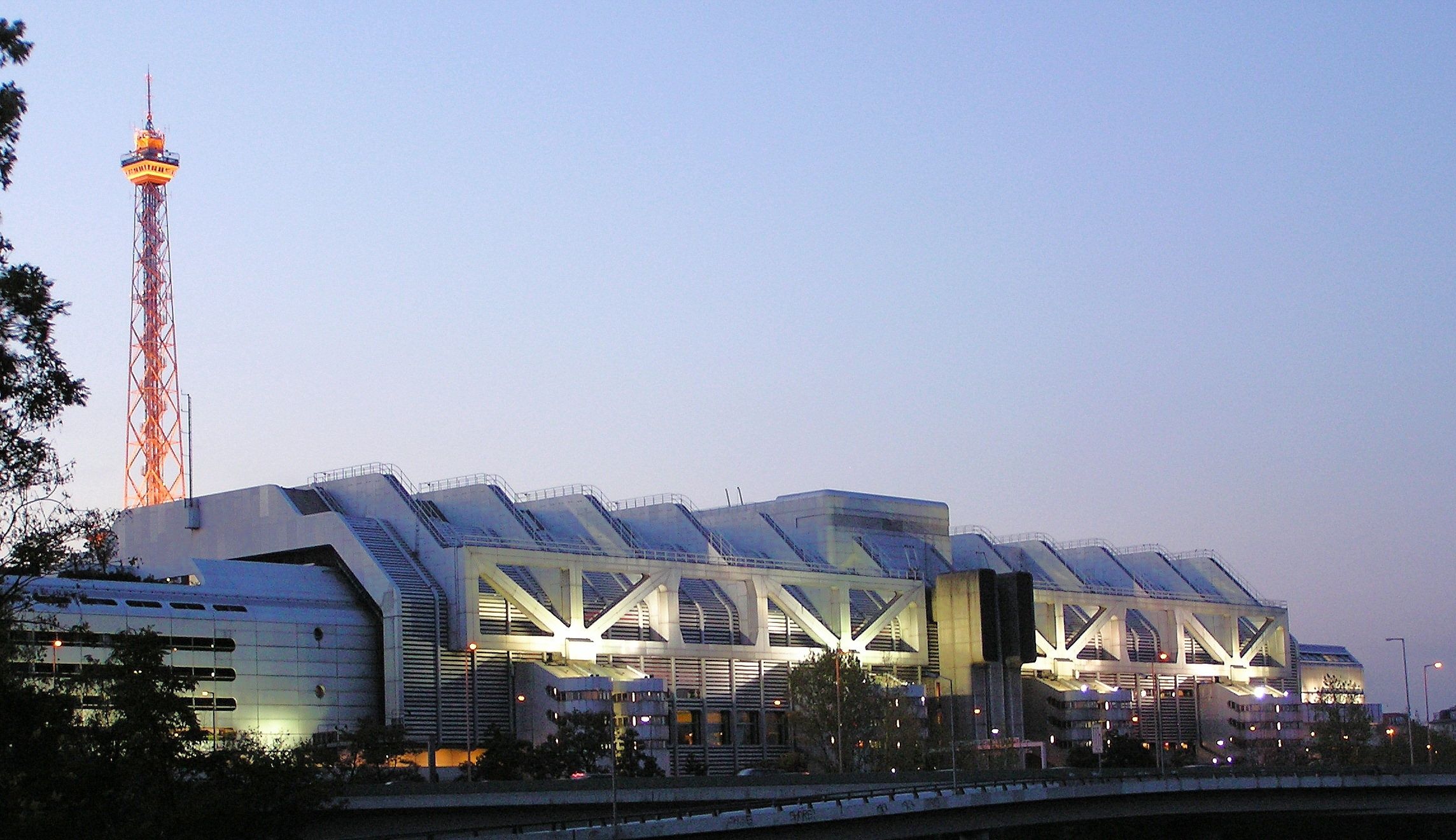
Internationales Congress Centrum (ICC)

Das Messegelände ist über ein Brückenbauwerk mit dem Internationalen Congress Centrum (ICC) verbunden. Somit lassen sich Kongresse und Messen miteinander verbinden. Das ICC ist allerdings derzeit geschlossen und dessen Zukunft noch nicht geklärt. Auf dem Messegelände befindet sich auch der Funkturm, südlich davon befand sich die Deutschlandhalle, die dem CityCube Berlin weichen musste.
Südlich von Berlin eröffnete im Jahre 2012 in Selchow – direkt angegliedert an den neuen Flughafen Berlin Brandenburg – mit dem Berlin ExpoCenter Airport (entsprechend wird das Messegelände dann Berlin ExpoCenter City genannt) ein zweites Messegelände mit 20.000 m² Hallen- und 129.000 m² Freiluftfläche, das insbesondere auf Messen der Luft- und Raumfahrt (wie beispielsweise der ILA) ausgerichtet ist.

## Filme
- Geheimnisvolle Orte. Das Messegelände am Funkturm. In: RBB-Fernsehen, gezeigt am 10. September 2019, 20:15 Uhr, 45 min, Deutschland 2019 (Geschichte der Gebäude und der Messeveranstaltungen).